# Syzygium pseudomalaccense
Syzygium pseudomalaccense är en myrtenväxtart som först beskrevs av Eugène Vieillard, Adolphe-Théodore Brongniart och Jean Antoine Arthur Gris, och fick sitt nu gällande namn av Rafaël Herman Anna Govaerts. Syzygium pseudomalaccense ingår i släktet Syzygium och familjen myrtenväxter.
Artens utbredningsområde är Nya Kaledonien. Inga underarter finns listade i Catalogue of Life.